# Lontzen
Lontzen é um município germanófono da Bélgica localizado no distrito de Verviers, província de Liège, região da Valônia.